# 442

442(사백사십이)는 441보다 크고 443보다 작은 자연수다.

## 수학
- 합성수로, 그 약수는 1, 2, 13, 17, 26, 34, 221, 442이다. 진약수의 합은 314이므로, 442는 부족수다.
- 54번째 쐐기수다. 앞의 쐐기수는 438, 다음 쐐기수는 455다.
- 자릿수 제곱합이 제곱수인 46번째 자연수다. 이 성질을 지닌 앞의 수는 430, 다음 수는 447이다. (OEIS의 수열 A175396)
  - {\displaystyle 4^{2}+4^{2}+2^{2}=16+16+4=36=6^{2}}
- {\displaystyle 442=41+43+47+53+59+61+67+71}
  - 연속하는 소수(素數) 8개의 합으로 나타낼 수 있으며, 이 성질을 지닌 앞의 수는 408, 다음 수는 474다.
- {\displaystyle 442=1^{2}+21^{2}=9^{2}+19^{2}}
  - 서로 다른 두 자연수의 제곱합으로 나타내는 방법이 두 가지인 수다.
- {\displaystyle 35^{3}-1}은 442로 나누어떨어진다.

## 과학
- NGC 442(영어판): 고래자리 방향에 있는 나선은하.

## 교통

### 철도
- 수도권 전철 4호선 범계역의 역번호.

### 도로
- 고속도로 및 국도
  - 유럽 고속도로 442호선: 체코 카를로비바리에서 슬로바키아 질리나까지 이어지는 유럽 고속도로.
  - 일본 442번 국도(일본어판): 오이타현 오이타시에서 후쿠오카현 오카와시까지 이어지는 일본의 국도.
- 기타 도로
  - 현도 제442호선

## 군사
- U-442(영어판, 독일어판): 제2차 세계 대전에 사용된 나치 독일의 군용 잠수함.

## 문화유산
- 대한민국의 보물 제442호: 경주 양동 관가정
- 대한민국의 사적 제442호: 구 대구의학전문학교 본관

## 방송
- KT HCN의 미국 국제 방송인 CNN 인터내셔널 채널 번호.

## 기타
- 연도: 442년, 기원전 442년